# 937
| 937                |
| ------------------ |
| Dødsfald - Fødsler |
| • Begivenheder     |

| Gregoriansk kalender | 937 CMXXXVII            |
| Ab urbe condita      | 1690                    |
| Armensk kalender     | 386 ԹՎ ՅՁԶ              |
| Kinesiske kalender   | 3633 – 3634 丙申 – 丁酉 |
| Etiopisk kalender    | 929 – 930               |
| Jødisk kalender      | 4697 – 4698             |
| Hindukalendere       |                         |
| - Vikram Samvat      | 992 – 993               |
| - Shaka Samvat       | 859 – 860               |
| - Kali Yuga          | 4038 – 4039             |
| Iransk kalender      | 315 – 316               |
| Islamisk kalender    | 325 – 326               |

Se også 937 (tal)